# Xã Bates, Michigan
Xã Bates (tiếng Anh: Bates Township) là một xã thuộc quận Iron, tiểu bang Michigan, Hoa Kỳ. Năm 2010, dân số của xã này là 921 người.